# Балтик (Кошалін)
Кошалінський футбольний клуб «Балтик» Кошалін (пол. Koszaliński Klub Piłki Nożnej Bałtyk Koszalin) — польський футбольний клуб з Кошаліна, заснований у 1946 році. Виступає у Третій лізі. Домашні матчі приймає на стадіоні «Балтика», місткістю 4 000 глядачів.